# Venmo
Венмо (енгл. Venmo) је мобилни услуга за плаћање у власништву компаније Пејпал. Омогућава корисницима да врше пренос новца једни другима (само у САД) помоћу мобилне апликације или веб интерфејса. Обрадила је 12 милијарди америчких долара у трансакцијама у првом кварталу 2018. године.
Пренос новца користећи Венмо није тренутни и може се отказати након што се иницијално пошање новац. Пренос може да траје од једног до три радна дана прије него што постане коначан. Биро за бољу бизнис праксу је издао извјештај да су неки људи искористили ову опцију да преваре људе на сајту Креглист.

## Производ
Корисници могу да направе налог користећи мобилну апликацију или сајт потребно је да доставе основне информације о себи као и информације о банковном рачуну. Примаоци средстава се могу наћи  помоћу броја телефона, Венмо корисничког имена или имејл.
Корисници имају Венмо баланс, који се користи за њихове трансакције. Они могу повезати своје банковне рачуне, дебитне картице или кредитне картице за свој Венмо налог. Плаћање помоћу банковног рачуна или дебитна картица је бесплатно, али плаћање путем кредитне картице има провизију од 3% за сваку трансакцију. Ако корисник нема довољно средстава на корисничком рачуну за извршење трансакције, систем ће аутоматски да повуче неопходна средства са повезаног банковног рачуна или картице.
Када корисници иницијално направе налог, укупан износ трансакција не може бити већи од 299,99 долара, док се њихов идентитет не потврди. Након што се њихов идентитет потврди, корисници могу слати до 2.999,99 долара у периоду од седам дана.

### Социјална компонента
Венмо укључује и интеракција на друштвеним мрежама; он је направљен тако да пријатељи могу лако да подијеле  рачун, без обзира био то биоскоп, вечеру, станарина, или нешто потпуно друго. Када корисник обави трансакцију, детаљи трансакције (без износа) се дијеле у нјуз фиду корисника његовој мрежи пријатеља. Тако настоје да симулирају друштвену мрежу. Постоји свијетска Венмо  страница са овим обавјештењима,  као и она само за пријатеље, а затим и она која је доступна само власнику налога. Венмо подстиче социјалну интеракцију у апликацији помоћу коментара, емојија и лајкова. У почетку Венмо је тражио да се корисник региструје преко Фејсбука, помоћу којег је било лако наћи пријатеље а и помогло је Венму као бесплатан маркетинг. Ако нисте пријатељи са неким коме желите послати новац Венмо вам омогућава да тражите помоћу телефонског броја или корисничког имена. Профили се персонализују са фотографијом, корисничким именом и Венмо историјом трансакција. Трансакције могу бити приватне, али већина корисника остави уобичајено порешавање. Венмо не пружа заштиту ни за купца нити продавца.
Све Венмо трансакције се дијеле јавно. Било ко може да отвори апликацију, па чак и људи који не користе Венмо и да виде постове који су јавно подјељени. Подешавања дозвољавају да се ово промјени тако да постове могу да виде само пријатељи на Венму или да буду у потпуности приватни. Ако је трасанкција јавна њу ће моћи да виде само двије партије које учествују у трансакцији. Ако особе имају различита подешавања, Венмо ће примјенити рестриктивније подешавање. Корисници могу примјенити подешавања и за сваку трансакцију појединачно, па и промјенити их након што се трансакција изврши.
Свака трансакција садржи опис онога за шта се врши уплата а могу се додавати и емотикони. Овај опис је обавезан да би се извршила трансакције, али Венмо не провјерава шта тачно ту пише (на пример, неко може да се опише операције као "ништа"). Венмо такође препоручује кориштење емотикона у опису. Свеукупно 30% Венмо трансакција садржи најмање један емотикон.
Без обзира на приватност трансакције, само учесници у трансакцији могу да виде износ трансакције. Трансакције се чувају као пост и не бришу се. Понекад је тешко доћи до неке претходне трансакције ако корисник или његови пријатељи имају пуно трансакција .
Венмов социјални модел је изазвао пажњу истраживача. Истраживачки тим са Универзитета у Вашингтону сматра да социјални аспекат Венмо се разликује од социјалног аспека других апликација по томе што зависи од финансијске компоненте. Постовање зависи од основне функционалности апликације, финансијске трансакције. Корисник може да направи тривијалну трансакцију (на пример, слањем некоме $0.01, или да тражи $0.02), али само један учесник у њиховим истраживањима је то стварно урадио. Даље, није потребно да подјелите трансакцију јавно или са пријатељима да би примили или послали новац.
Људи Венмо користе за приватне и пословне трансакције. Анализа јавних послова показује да спектр различитих корисника, регуларних који користе трансакције за све до оних који користе Венмо само у кругу пријатеља. Наравно ово не укључује трансакције које су приватне или које су подјељене само да пријатељима.

### Безбиједност
Венмо тврди да је њихова безбједност као у банки и да се лични подаци као и финансијски подаци криптовани и на заштићеним серверима, како би били осигурани од недозвоњеног приступа. Новинари, сигурносни истраживачи, Калифорнијски одсјек за надзор бизниса као и Федерална комисија за трговину сумњају да је тако. У фебруару 2018 године, Федерална комисија за трговину се нагодила са Венмом, након што је истраживање показало да не посједују сигурност као банке и што нису испунили одређене законске прописе. У оквиру нагодбе Венмо је прихватио да независан надзор провјерава њихову сигурност сваке двије године наредних десет година. Федерална комисија за трговину такође је изјавила да је Венмо обмануо кориснике о томе колику контролу имају над својим трансакцијама, као и могућности повлачења средстава. Венмо је изјавио да се корисници не требају бринути о сигурности и приватности и да подстиче кориснике да поставе ПИН како би повећали сигурност.

## Историја
Венмо је осново Андру Кортина и Икрам Магдон-Исмаил, који су се упознали као цимери на првој години на универзитету у Пенсилванији. Према Кортини, дуо у почетку су били инспирисани да направити софтвер за трасакције када су помагали пријатељу да отвори продавницу сладоледа. Касније су на јез шоу дошли до идеје како да се купује пјесма преко поруке. Коначно идеја је кулминирала када је Икрам Магдон-Исмаил заборавио новчаник приликом посјете Кортини. Жељели су да олаксашају процес измирења дугова, посебно кориштењем мобилних телефона. Убрзо након, они су почели да раде на начину слања новца путем мобилних телефона. Њихов оригинални прототип је слао новац преко текстуалне поруке, али су на крају прешли на мобилну апликацију.
У мају 2010. године компанија је привукла $1,2 милиона оснивачког капитала у кругу финансирања које је водио РРЛ.
Године 2012. компанију је купило Браинтри за $26,2 милиона.
У децембру 2013. године, Пејпал је купио Браинтри за 800 милиона долара.

До октобра 2015. године, Вебни је бранио продавцима да прихватају Венмо уплате. 27. јануара, 2016, Пејпал је најавио да ће Венмо радити са одабраним трговацима, који ће прихватати Венмо уплате. Почетни партнери су били Манчери и Гејмтајм. Сви трговци који прихватају Пејпал сада могу прихватити и Венмо.
- Венмо крартални обим трансакција и годишњи раст